# Nunataki Bratstva
Die Nunataki Bratstva (englische Transkription von russisch Нунатаки Братства Nunataki Bratstwa, deutsch ‚Bruderschafts-Nunatakker‘) sind eine Gruppe von Nunatakkern im ostantarktischen Königin-Maud-Land. Im westzentralen Teil des Gebirges Sør Rondane ragen sie an der Westflanke des Tussebreen auf.
Russische Wissenschaftler benannten sie.